# Dominikanische Schwestern der heiligen Katharina von Siena
Die Kongregation der Dominikanerinnen der Heiligen Katharina von Siena (Dominican Sisters of St. Catherine of Siena) ist eine dominikanische Kongregation von römisch-katholischen Ordensschwestern unter dem Patronat der Heiligen Katharina von Siena. 
Die Ordensgemeinschaft wurde 1696 von dem Dominikanerpater Juan de Santo Domingo gegründet. Erste Priorin war Francisca del Espíritu Santo Fuentes. Der Hauptsitz befindet sich in Quezon City auf den Philippinen. Der Frauenorden ist weltweit tätig. 